# Jaroslav Stuchlík (hokeista)
Jaroslav Stuchlík  (ur. 28 grudnia 1933, zm. 14 lutego 2014) – czeski hokeista i trener.
Zawodnik grający na pozycji napastnika (centra). Przez całą zawodniczą karierę związany z drużyną HC Zlin. Po jej zakończeniu trenował klub, którego był wychowankiem oraz ekstraklasowy ŁKS Łódź, z którym w latach 1979 i 1980 zdobywał brązowe medale mistrzostw Polski.